# مسجد یعقوبی
مسجد یعقوبی مربوط به سدهٔ ۸ و ۱۰ ه.ق است و در یزد، محله یعقوبی، ضلع شرقی خیابان امام خمینی (ره) واقع شده و این اثر در تاریخ ۱ آذر ۱۳۷۸ با شمارهٔ ثبت ۲۵۰۴ به‌عنوان یکی از آثار ملی ایران به ثبت رسیده است.